# Abdul Hameed Shoman
 (décembre 2015).
Si vous disposez d'ouvrages ou d'articles de référence ou si vous connaissez des sites web de qualité traitant du thème abordé ici, merci de compléter l'article en donnant les références utiles à sa vérifiabilité et en les liant à la section « Notes et références ».
Abdul Hameed Shoman (عبد الحميد شومان), né en 1888 à Beit Hanina et mort en 1974, est un homme d'affaires palestinien. Il est le fondateur de la banque jordanienne Arab Bank,.

## Biographie
Abdul Hameed Shoman émigre en 1911 aux États-Unis, et travaille à New York, où il acquiert une usine de textile. Il rentre en Égypte en 1929, et discute avec le président du conseil de la Banque Misr, Talaat Harb, de la possibilité de créer une banque égyptienne liée à l'économie palestinienne. Cette proposition n’est pas retenue. Il fonde l'Arab Bank en 1930, en revendiquant des idées proches du nationalisme arabe, dont il est partisan,..
Abdul Hameed Shoman décède en 1974. Son corps a été enterré à Al-Aqsa à Jérusalem .
Après son décès, la fondation Abdul Hameed Shoman a été créée en 1978 à Amman à l'initiative de son fils, Abd al-Majid Shoman. La fondation contribue au financement de la recherche scientifique, intellectuelle, médicale et technologique au profit de tous les pays arabes .